# Ellis Simms
Ellis Simms (Oldham, 5 de enero de 2001) es un futbolista británico que juega en la demarcación de delantero en el Coventry City F. C. de la EFL Championship.

## Biografía
Tras formarse como futbolista en las categorías inferiores del Everton F. C., y tras un breve paso cedido en el Blackpool F. C., finalmente el 22 de noviembre de 2021 debutó con el primer equipo en la Premier League contra el Chelsea F. C. El encuentro finalizó con un resultado de empate a uno tras el gol de Mason Mount para el Chelsea, y de Jarrad Branthwaite para el Everton. Al mes siguiente volvió a salir cedido, esta vez al Heart of Midlothian F. C. En julio acumuló un nuevo préstamo en el Sunderland A. F. C. Este se canceló a finales de año después de marcar siete goles en 17 partidos de la EFL Championship. Completó la temporada en Liverpool antes de marcharse definitivamente tras ser traspasado al Coventry City F. C.

## Clubes
Actualizado al último partido disputado el 3 de mayo de 2025.
| Club                               | País       | Año       | Partidos | Goles |
| ---------------------------------- | ---------- | --------- | -------- | ----- |
| Everton F. C.                      | Inglaterra | 2020-2021 | 0        | 0     |
| Blackpool F. C. (cedido)           | Inglaterra | 2021      | 24       | 10    |
| Everton F. C.                      | Inglaterra | 2021-2022 | 1        | 0     |
| Heart of Midlothian F. C. (cedido) | Escocia    | 2022      | 21       | 7     |
| Sunderland A. F. C. (cedido)       | Inglaterra | 2022      | 17       | 7     |
| Everton F. C.                      | Inglaterra | 2022-2023 | 11       | 1     |
| Coventry City F. C.                | Inglaterra | 2023-     | 99       | 26    |